# Арчибальд, Эдвард
Эдвард Блейк Арчибальд (англ. Edward Blake Archibald; 29 марта 1884, Торонто — 20 марта 1965, Торонто) — канадский легкоатлет, призёр летних Олимпийских игр 1908 года.
На Играх 1908 года в Лондоне Арчибальд соревновался в прыжке с шестом и разделил третье место с результатом 3,58 м. Также нёс флаг своей страны на церемонии открытия игр.